# Нурадилово
Нурадилово — село в Хасавюртовском районе Дагестана Россия.
Образует муниципальное образование село Нурадилово со статусом сельского поселения как единственный населённый пункт в его составе.

## География
Село расположено к северу от районного центра города Хасавюрт.
Ближайшие населённые пункты: на северо-востоке — сёла Баташюрт и Османюрт, на северо-западе — село Борагангечув, на юго-западе — село Хамавюрт, на юго-востоке — село Солнечное.

## История
В 1964 году Указом Президиума ВС РСФСР село Дауд-Отар переименовано в Нурадилово.
Село Нурадилово названо честь Ханпаши Нурадилова — Героя Советского Союза, участника Великой Отечественной войны.

## Население
| 1926  | 1939  | 1970  | 1989  | 2002  | 2010  | 2012  |
| ----- | ----- | ----- | ----- | ----- | ----- | ----- |
| 271   | ↘202  | ↗1585 | ↗2402 | ↗3149 | ↗3963 | ↗4074 |
| 2013  | 2014  | 2015  | 2016  | 2017  | 2018  | 2019  |
| ↗4150 | ↗4217 | ↗4304 | ↗4374 | ↗4440 | ↗4526 | ↗4552 |
| 2020  | 2021  | 2023  | 2024  | 2025  |       |       |
| ↗4634 | ↗5247 | ↗5386 | ↗5447 | ↗5513 |       |       |

Национальный состав (2002):
- чеченцы — 3,115 чел. (98,9 %),
- аварцы — 13 чел. (0,4 %),
- кумыки — 5 чел. (0,2 %),
- русские — 4 чел. (0,1 %),
- даргинцы — 1 чел. (0,1 %),
- другие национальности — 11 чел. (0,3 %).

## Спорт
Сейчас в селе есть: футбольное поле, мини футбольная площадка, спортзал для занятий боксом и борьбой, волейбольная площадка, тренажерный зал.

## Известные уроженцы
Исмаил Мусхабов — дагестанский и чеченский композитор, народный артист Чеченской Республики.